# Giuseppe Amato Pojero
Giuseppe Amato Pojero (Palermo, 4 gennaio 1863 – Palermo, 30 settembre 1940) è stato un filosofo italiano.
Studiò dapprima legge e medicina a Napoli, quindi matematica e fisica a Pisa, dove si laureò. Impossibilitato a compiere grandi viaggi perché malato di angina pectoris, si stabilì a Palermo. La villa Amato ai Giardini Inglesi divenne così luogo di incontro di scienziati e intellettuali. Fu collaboratore della Società per gli studi filosofici di Palermo e fondò una biblioteca filosofica che fu per circa un trentennio punto di incontro di grandi intellettuali italiani e stranieri, come Giovanni Gentile, Giovanni Vailati, Franz Brentano, Agostino Gemelli e altri. Alla morte di Amato la biblioteca divenne parte dell'Accademia di Scienze Lettere e Arti. Di lui restano molti quaderni di appunti, in cui si evince la sua posizione filosofica critica verso il razionalismo, accusato di essere incapace di comprendere adeguatamente la metafisica e la religione; tutte le scienze, al contrario, avrebbero dovuto contribuire alla dimostrazione dell'esistenza di Dio e dell'immortalità dell'anima.